# Thelypteris multigemmifera
Thelypteris multigemmifera är en kärrbräkenväxtart som beskrevs av Salino. Thelypteris multigemmifera ingår i släktet Thelypteris och familjen Thelypteridaceae. Inga underarter finns listade.